# Lac Léré
Lac Léré er et af de to departementer, som udgør regionen Mayo-Kebbi Ouest i Tchad.
9°37′N 14°10′Ø / 9.62°N 14.17°Ø